# 7075 Садовничий
7075 Садовничий (7075 Sadovnichij) — астероїд головного поясу, відкритий 24 вересня 1979 року.
Тіссеранів параметр щодо Юпітера — 3,323.